# Torresmenudas
Torresmenudas es un municipio y localidad española de la provincia de Salamanca, en la comunidad autónoma de Castilla y León. Se integra dentro de la comarca de La Armuña. Pertenece al partido judicial de Salamanca y a la  Mancomunidad Comarca de Ledesma.
Su término municipal está formado por un solo núcleo de población, ocupa una superficie total de 11,88 km² y según los datos demográficos recogidos en el padrón municipal elaborado por el INE en el año 2017, cuenta con una población de 193 habitantes.

## Historia
Los vestigios más antiguos de presencia humana en el municipio datan de la Edad del Bronce, de la que datan los restos de un antiguo poblado prehistórico ubicado en el paraje del Teso del Cuerno, en la confluencia entre los términos municipales de Torresmenudas y Forfoleda.
No obstante, la fundación de Torresmenudas como localidad se remonta a la repoblación efectuada por los reyes de León en la Edad Media, quedando integrado en la jurisdicción de Ledesma, dentro del Reino de León, época de la que data la portada románica del lado sur de la iglesia de San Román Mártir. En el siglo XII, la localidad aparece citada como Torres Menudas en el fuero otorgado a Ledesma por el rey Fernando II de León en el año 1161. Con la creación de las actuales provincias en 1833, Torresmenudas quedó encuadrado en la provincia de Salamanca, dentro de la Región Leonesa.

## Geografía humana

### Demografía
Cuenta con una población de 184 habitantes (INE 2024).
| Gráfica de evolución demográfica de Torresmenudas entre 1842 y 2021                                                                                                 |
| |
| Población de derecho según los censos de población del INE Población de hecho según los censos de población del INEEn este censo se denominaba Torres Menudas: 1842 |

### Transportes
Hasta la capital municipal discurre la carretera DSA-510 que permite comunicar con los vecinos Forfoleda y Calzada de Valdunciel, donde existe una salida de la autovía Ruta de la Plata que une Gijón con Sevilla y permite dirigirse tanto a Zamora y el norte peninsular como a la capital provincial y el sur del país. La mencionada carretera DSA-510 permite también el enlace con la N-630, de igual recorrido que la autovía, al desembocar en ella.
No existen comunicaciones de autobús regulares ni servicios ferroviarios y el aeropuerto más cercano es el Aeropuerto de Salamanca, a 47km de distancia.

## Cultura

### Fiestas
La fiesta principal del pueblo es el lunes de Aguas commemorando a la Virgen de la Paz, que es la patrona. Este lunes es el lunes posterior al lunes de Pascua. Ese día se celebra misa y se realiza una procesión por el pueblo con la Virgen. La tarde del lunes al igual que en el resto de Salamanca se va a comer el hornazo típico al monte siempre que el tiempo acompañe. El nombre del lunes es bastante significativo porque solía llover bastante. Últimamente con los cambios de tiempo suele hacer bueno por esas fechas.

## Administración y política
| Partido político                              | 2019  | 2019  | 2019       | 2015  | 2015  | 2015       | 2011  | 2011  | 2011       | 2007  | 2007  | 2007       | 2003  | 2003  | 2003       |
| Partido político                              | %     | Votos | Concejales | %     | Votos | Concejales | %     | Votos | Concejales | %     | Votos | Concejales | %     | Votos | Concejales |
| Partido Popular (PP)                          | 51,37 | 75    | 4          | 62,31 | 81    | 4          | 46,15 | 72    | 3          | 40,65 | 63    | 2          | 39,44 | 56    | 2          |
| Partido Socialista Obrero Español (PSOE)      | 58,22 | 85    | 1          | 19,23 | 25    | 1          | 8,33  | 13    | 0          | 4,52  | 7     | 0          | 47,18 | 67    | 3          |
| Coalición SI por Salamanca (SI)               | —     | —     | —          | —     | —     | —          | 39,74 | 62    | 2          | —     | —     | —          | —     | —     | —          |
| Unidad Regionalista de Castilla y León (URCL) | —     | —     | —          | —     | —     | —          | —     | —     | —          | —     | —     | —          | 4,23  | 6     | 0          |
| Unión del Pueblo Salmantino (UPSa)            | —     | —     | —          | —     | —     | —          | —     | —     | —          | 46,45 | 72    | 3          | 6,34  | 9     | 0          |

## Patrimonio
- Iglesia de San Román Mártir. Declarada Bien de Interés Cultural (BIC), su portada románica data del siglo XII, contando con dos arcos concéntricos de medio punto. Su torre es posterior y corresponde al siglo XVII.
- Fuente de Val de la Ermita.